# Albert Räsänen
Albert Räsänen, född 3 november 1895 i Kaavi i Finland, död 1 maj 1963, var en finsk militär. Han var en av Finlands jägarsoldater som utbildats i den frivilliga Kungliga presussiska 27:e jägarbataljonen. Räsänens föräldrar var jordbrukaren Heikki Räsänen och Juliana Koponen. Hans hustru var Aino Järveläinen.